# La Mise au tombeau (Titien)
Pour les articles homonymes, voir La Mise au tombeau.
La Mise au tombeau est un tableau peint par Titien en 1559. 

## Historique
Il mesure 137 cm de haut sur 175 cm de large. Il est conservé au musée du Prado à Madrid.